# Maubeuge
Maubeuge (in piccardo Maubeuche, in olandese Mabuse) è un comune francese di 32 386 abitanti situato nel dipartimento del Nord nella regione dell'Alta Francia.

## Storia
Nel VII secolo vi venne fondata da sant'Aldegonda l'omonima abbazia, rimasta attiva fino alla rivoluzione francese, nel 1791.
Tra la fine di agosto e l'inizio di settembre del 1914, durante la prima guerra mondiale, in questa località si combatté una furiosa battaglia tra l'esercito francese e quello tedesco, che prese il nome di Assedio di Maubeuge.

## Società

### Evoluzione demografica
Abitanti censiti

## Amministrazione

### Gemellaggi
- Vilvoorde
- Ratingen
- Bamako
- Kayes
- Ouarzazate
- Biskra